# Max Sommerhalder
Max Sommerhalder (* 27. September 1947 in Solothurn, Schweiz) ist ein deutscher und schweizerischer Trompeter und Hochschullehrer in Detmold.

## Werdegang
Max Sommerhalder studierte an der Hochschule für Musik Zürich bei Henry Adelbrecht. Studien bei Pierre Thibaud (Paris), Philip Jones (London) und Horst Eichler (Berlin) folgten. 
Er war Solotrompeter im Orchester Musikkollegium Winterthur, im Tonhalle-Orchester Zürich und im Radio-Symphonie-Orchester Berlin. Aushilfsweise oder mit Zeitverträgen wirkte er u. a. in folgenden Orchestern mit: Sächsische Staatskapelle Dresden, hr-Sinfonieorchester (Frankfurt am Main), SWR Sinfonieorchester Baden-Baden und Freiburg, RAI Turin, Festspielorchester Luzern, Orchestre de la Suisse Romande (Genf), Deutsche Bachsolisten, La Stravaganza Köln und Sonatori de la Gioiosa Marca. Max Sommerhalder spielte unter Dirigenten wie Vladimir Ashkenazy, Rudolf Barschai, Lorin Maazel, Herbert Blomstedt, Giuseppe Sinopoli, Antal Doráti, Gennadi Roschdestwenski, Erich Leinsdorf, Kirill Kondraschin, Charles Dutoit, Rudolf Kempe, Eliahu Inbal, Nikolaus Harnoncourt, Michael Gielen, David Zinman, Christoph Eschenbach, Stanisław Skrowaczewski, Serge Baudo, Rafael Frühbeck de Burgos und Sergiu Celibidache.
Als Solist trat er in vier Erdteilen auf. Zu seinen Aufnahmen zählen Weltersteinspielungen romantischer Standardwerke von Oskar Böhme, Gustav Cords und Karl Wilhelm Brandt. Von 1985 bis 2013 wirkte er als Professor für Trompete an der Hochschule für Musik Detmold.

## Pädagogische Tätigkeit
Max Sommerhalder gab Meisterkurse an folgenden Ausbildungsstätten: Tōhō Gakuen School of Music (Tokio), Tschaikowsky-Konservatorium (Moskau), Australian National University (Canberra), Real Conservatorio Superior de Música de Madrid, Sydney Conservatorium (Sydney), Conservatorio „Giuseppe Verdi“ (Mailand), Hogeschool voor de Kunsten (Rotterdam), Franz-Liszt-Musikakademie (Budapest), Universität Göteborg, Sibelius-Akademie (Helsinki), Victorian College of the Arts (Melbourne), Conservatoire national supérieur de musique et de danse (Paris), Centro de Acción Social por la Música „El Sistema“ (Caracas), Universidad Distrital Francisco José de Caldas (Bogotá) und Conservatorio „Rafael Orozco“ (Córdoba).
Er war Jurymitglied beim Internationalen Musikwettbewerb der ARD (München), beim Trompeten-Wettbewerb am Tschaikowsky-Konservatorium (Moskau), beim Concorso Internazionale Città di Porcia, beim Internationalen Instrumentalwettbewerb Markneukirchen, beim Deutschen Hochschulwettbewerb, beim Jeju Brass Competition, beim Internationalen Altenburg-Wettbewerb (Bad Säckingen), beim Pilisvörösvar International Trumpet Competition, beim Ellsworth Smith International Trumpet Competition, beim Vassily Brandt International Trumpet Competition und beim Internationalen Musikwettbewerb „Prager Frühling“.
Zahlreiche Studenten und Absolventen seiner Detmolder Trompetenklasse haben sich Preise in bedeutenden Wettbewerben und Planstellen in namhaften Orchestern erspielt.

## Schriften
- Der Klassizist und der Revolutionär. Der Schweizer Komponist Adolf Reichel war der engste Freund des Anarchisten Michail Bakunin. In: NZZ, 29. Oktober 2016, S. 27